# Remington 1100
Remington 1100 — американское самозарядное ружьё, разработанное в 1960-х годах и использующееся по наши дни.

## История производства
Ружьё Remington 1100 было разработано фирмой Remington и официально представлено в первом квартале 1963 года, заменив в производстве более ранние варианты самозарядных ружей той же компании, например, 11-48 и Sportsman 58.
Производство дробовика Remington 1100 длится по сегодняшний день, и суммарное количество выпущенных самозарядных ружей данного образца намного превысило миллион моделей. Суммарное число образцов первой модели равнялось парам десятков, на это время в обзоре компании есть девять вариаций первого варианта 1100.
Помимо моделей для охоты различных калибров и назначений Remington 1100 производился и в военном исполнении для полицейских, разных служб безопасности и вооружённых сил. Такие модификации различались сравнительно коротким стволом, магазином обычной или большой вместительности, усовершенствованными прицелами (обычно, винтовочного образца).
В наши дни военные варианты Remington 1100 не производятся, в обзоре компании их вытеснили боевые дробовики нового поколения: Remington 11-87 Police/Tactical.

Remington 1100 Police

## Устройство
Remington 1100 разработано на базе помпового ружья Remington 870, при этом скользящее цевьё было заменено газоотводным устройством.
Под стволом, около трубки магазина находится газовая камера. Круговой газовый поршень двумя тягами соединён с затвором. Запирание осуществляется качающейся в вертикальной плоскости боевой личинкой, установленной в верхней части затвора и сцепляющей его с хвостовиком ствола. Таким способом, ствольная полость свободна, и есть возможность изготовлять её из сплавов алюминия. Магазин подствольный, трубчатый, заряжается по припасу сквозь отверстие в днище ствольной коробки. Обычная вместительность магазина — 5 патронов, хотя, можно сделать больше на 2 патрона методом вставки удлинителя магазина на передовую основу дробовика. Дробовик имеет затворную задержку, удерживающую затвор в открытом положении при полном израсходовании патронов. Возвратная пружина находится в прикладе, что не позволяет ставить складывающееся приклады. Рукоять перезарядки расположена с правой стороны, на затворе. Предохранитель — кнопочный, сзади спускового механизма, позади курка.
Дробовик оснащается выполненной из пластмасс или дерева ложей, в составе которой цевьё и приклад, с полупистолетной либо пистолетной рукоятью. Прицелы, обычно, составляют крупную мушку и стандартный целик на стволе, или диоптрический прицел с большой апертурой (ghost ring) на стволе. Имеется огромный ассортимент дополнений, таких как разные тактические фонари, лазерные указатели, прицелы и так далее.
В основном, дробовики семейства 1100 — очень известное и хорошо выполненное оружие, обладающее действительно большой репутацией и до наших дней широко применяемое и гражданскими особами, и разными военными организациями в большинстве стран мира.